# Tabaré Vázquez
Tabaré Vázquez, tên đầy đủ Tabaré Ramón Vázquez Rosas (sinh 17 tháng 1 năm 1940 - mất ngày 6 tháng 12 năm 2020), là Tổng thống của Uruguay thứ 39 và 41.